# Stadion Tiligul
Stadion Tiligul – stadion piłkarski w miejscowości Tîrnauca, niedaleko Tyraspola, w Mołdawii (Naddniestrzu). Na obiekcie swoje spotkania rozgrywali piłkarze zespołu Tiligul-Tiras Tyraspol, do czasu rozwiązania tego klubu w 2009 roku (drużyna ta w przeszłości występowała na Stadionie Miejskim położonym w centrum Tyraspolu, później przeniosła się na obiekt położony na obrzeżach miasta). Po rozwiązaniu klubu obiekt popadł w ruinę. Pojemność stadionu wynosiła 3525 widzów. W 2011 roku w miejscu jednego z boisk treningowych wokół stadionu Tiligul powstał nowy stadion (Stadion Dinamo-Auto), na którym swoje spotkania rozgrywają piłkarze klubu Dinamo-Auto Tyraspol.